# Fortriu
Fortriu o Reino de Fortriu es el nombre con el que los historiadores se refieren al antiguo reino de los pictos, y a menudo se emplea para designar a los pictos en general. Se encontraba con toda probabilidad alrededor de Moray y al este del Ross-shire, en el norte de Escocia, aunque tradicionalmente se ha situado alrededor de Strathearn, en el Central Belt.
La palabra misma de "Fortriu" es una reconstrucción moderna. Es el hipotético caso nominativo en irlandés antiguo del caso genitivo o dativo Fortrenn y Fortrinn. La forma picta reconstruida debía ser Uerturio, y de hecho dos de las principales tribus pictas eran denominadas por los romanos Uerturiones. El cambio en la inicial debió producirse debido a que los hablantes de lenguas goidélicas transforman las U/V, W o Gw de las lenguas britónicas en F (como en el caso del gaélico escocés Fionn, del mismo origen que el galés Gwyn, "blanco").
Tradicionalmente, se creía que el reino de Fortriu debía estar en el centro de Escocia, con capital quizás en Strathearn, hasta el punto de que la comunidad académica lo consideraba algo comúnmente aceptado. Sin embargo, nuevas investigaciones llevadas a cabo por el historiador Alex Woolf parecen haber eliminado dicho consenso, e incluso la idea misma de la ubicación de Fortriu. Como apunta Woolf, la única base para la antigua ubicación de Fortriu era una batalla cerca de Strathearn en la que los "hombres de Fortriu" habían tomado parte. Este argumento era endeble por dos motivos: en primer lugar, existen dos Strathearn, uno en el norte y otro en el sur de Escocia; además, nada impide que los "hombres de Fortriu" estuvieran guerreando lejos de su propio territorio. Más aún, una enumeración de pueblos incluida en la Crónica anglosajona deja bien claro que Fortriu se situaba al norte del Mounth (es decir, de los Montes Grampianos), en el área visitada por San Columba. La Profecía de Berchán también nos informa de que el rey Dubh de Escocia murió en la "Llanura de Fortriu". Otra fuente, la Crónica de los reyes de Alba, nos dice que dicho rey murió en Forres, una población de Moray. Además, ciertas adiciones a la Crónica de Melrose confirman que Dubh murió a manos de los hombres de Moray, en Forres. 

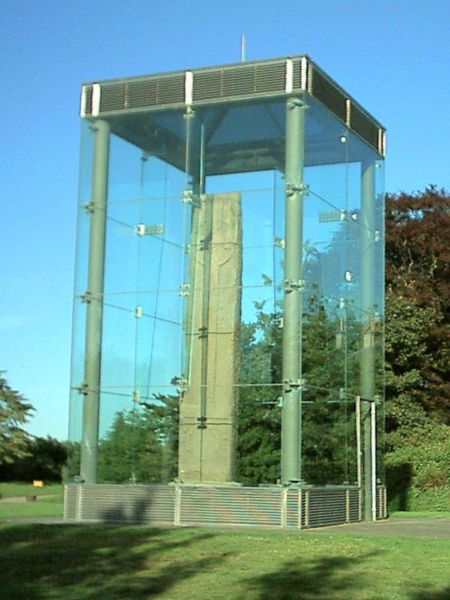
Piedra de Sueno Situado en Forres, este gigantesco monumento picto conmemora alguna victoria militar

El largo poema conocido como Profecía de Berchán, escrito alrededor del siglo XII, pero que contiene una profecía que se supone hecha en la Alta Edad Media, asegura que "Mac Bethad, el glorioso rey de Fortriu, dominará Escocia", Dado que Macbeth de Escocia fue Mormaer de Moray antes de ser Rey de Escocia, no puede quedar duda de que en la Alta Edad Media todavía se identificaba a Moray con Fortriu.
Así pues, apenas quedan ya dudas de que el reino de Fortriu se encontraba en el norte de Escocia, y no en el centro, como hasta ahora se creía. De hecho, otros estudiosos como James E. Fraser están empezando a dar por asentada esta nueva opinión. Así, el reino de Fortriu tenía su centro originario en el norte, donde se encuentra la gran mayoría de monumentos pictos, y quizás se expandió más tarde hacia el sur tras la expulsión de los habitantes de Northumbria en la batalla de Dunnichen. 
Esta reubicación de Fortriu en el norte de Escocia puede hacer que aumente también la importancia de los vikingos en la historia escocesa. Después de todo, el impacto de los vikingos fue siempre mucho mayor en el norte que en el sur, hasta el punto de establecer asentamientos estables. Así pues, la creación de Alba (la actual Escocia) a partir del reino picto, asociada tradicionalmente con las conquistas de Kenneth I de Escocia en 843, quizás deba ser reinterpretada a la luz de estos nuevos datos.